# Pleophylla
Pleophylla är ett släkte av skalbaggar. Pleophylla ingår i familjen Melolonthidae.
Kladogram enligt Catalogue of Life:
| Pleophylla | \| \| Pleophylla fasciatipennis \| \| \| \| \| \| Pleophylla navicularis \| \| \| \| \| \| Pleophylla tongaatsana \| \| \| \| |
|            | \| \| Pleophylla fasciatipennis \| \| \| \| \| \| Pleophylla navicularis \| \| \| \| \| \| Pleophylla tongaatsana \| \| \| \| |
|            | Pleophylla fasciatipennis |
|            | |
|            | Pleophylla navicularis |
|            | |
|            | Pleophylla tongaatsana |
|            | |